# Jon Rønningen
Jon Rønningen (ur. 28 listopada 1962 w Oslo) – norweski zapaśnik. Dwukrotny złoty medalista olimpijski.
Walczył w stylu klasycznym, sukcesy odnosił w kategorii muszej (do 52 kg). Brał udział w czterech igrzyskach (IO 84, IO 88, IO 92, IO 96), na dwóch zdobywał złote medale. Nie miał sobie równych w 1988 i 1992 roku. Był mistrzem świata w 1985, srebrnym (1986) i brązowym medalistą tej imprezy (1991). Stawał na podium mistrzostw Europy (złoto w 1990, srebro w 1988 i brąz w 1986). Drugi w Pucharze Świata w 1987. Zdobył dziewięć medali na mistrzostwach nordyckich w latach 1979 - 1996.
Jego brat Lars także był zapaśnikiem i olimpijczykiem.